# Карлајл (Кентаки)
Карлајл (енгл. Carlisle) град је у америчкој савезној држави Кентаки.

## Демографија
По попису из 2010. године број становника је 2.010, што је 93 (4,9%) становника више него 2000. године.
| Група             | 2000.         | 2010.         |
| Белци             | 1.862 (97,1%) | 1.933 (96,2%) |
| Афроамериканци    | 42 (2,2%)     | 17 (0,8%)     |
| Азијати           | 2 (0,1%)      | 7 (0,3%)      |
| Хиспаноамериканци | 10 (0,5%)     | 26 (1,3%)     |
| Укупно            | 1.917         | 2.010         |